# Джапа

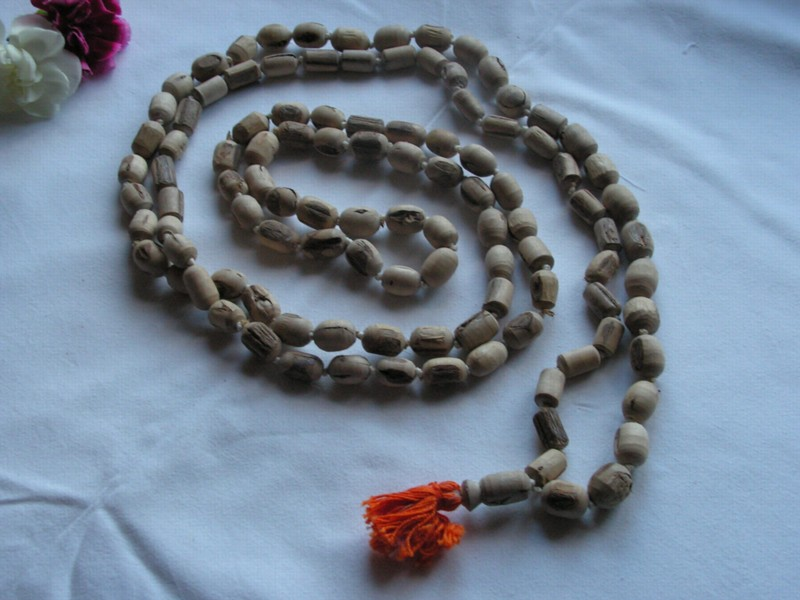
Джапа-мала, зроблена з дерева Туласі й складається з 108 намистин

Джа́па (санскр. जप, japa IAST) — духовна практика медитативного повторення мантр або імен Бога в індуїзмі. 
Джапа може читатися голосно, пошепки або просто в голові, сидячи в медитативній позиції або під час ходьби, а також як частину формального обряду поклоніння з групою осіб. 
У різних формах, аналогічний обряд повторення молитов присутній у більшості релігій світу, проте Дгармічні релігії надають цій практиці особливо важливого значення.
Санскритське слово (санскр. जप japa IAST) походить від кореня Джап-, який означає «шепотіти, повторювати внутрішньо, молитися».
Існує три основних форми Джапи, при яких мантра або молитва повторюється трьома різними способами: голосно вголос, пошепки і про себе в голові. У більшості видів Джапи для повторення використовуються чотки звані Джапа-мала. Послідовники вайшнавізму зазвичай читають Джапу на чотках зроблених з дерева Туласі або Німа; в той час як шіваїти використовують чотки з рудракші. Число намистин в чотках Джапа-мала зазвичай становить 108 і має особливе сакральне значення в обох традиціях. Зазвичай Джапа-малу вішають на шию, хоча деякі (наприклад, крішнаїти) воліють носити її в спеціальному мішечку, щоб підтримувати її в чистоті.
У вайшнавізмі, для повторення Джапи не обов'язково сидіти в одній позі, як це роблять йоги, займаючись медитацією. За бажанням можна сидіти, стояти або ходити, найважливіше - бути зосередженим на звуках мантри. У ґаудія-вайшнавізмі Джапу рекомендується повторювати в період Брахма-мухурти — ранні ранкові години, які розглядаються як найкращий час доби для цієї практики.
Джапа-медитація також є важливою духовною практикою тибетських буддистів. Аналогами Джапа-медитації в християнстві є молитовні практики, що складаються з повторення молитов з використанням чоток.
Цілі Джапи сильно розрізняються залежно від використовуваної мантри та релігійної філософії практикуючого. Як у буддистських, так і в індуїстських традиціях, мантри зазвичай даються учням їх гуру після певної форми духовного посвячення. Кінцевою метою може бути мокша, нірвана, бгакті, або просто особисте молитовне спілкування з Богом.
Деякі мантри, що часто використовуються в практиці Джапи:
- Ом
- Харе Крішна мантра
- Рама нама
- Ом намо Нараяна
- Панча-таттва мантра
- Ом намах Шівая
- Ом мані падме хум
- Шрі Рам Джай Рам Джая Джая Рам